# Refettorio
Refettorio è il termine utilizzato nel lessico della Chiesa cattolica soprattutto in riferimento ad antiche strutture ecclesiastiche, come a esempio un'abbazia, un monastero, un convento o un seminario, che indica la sala in cui vengono consumati i pasti, ma può essere adibito anche ad altri scopi, come sala riunioni o di gioco.

## Galleria d'immagini

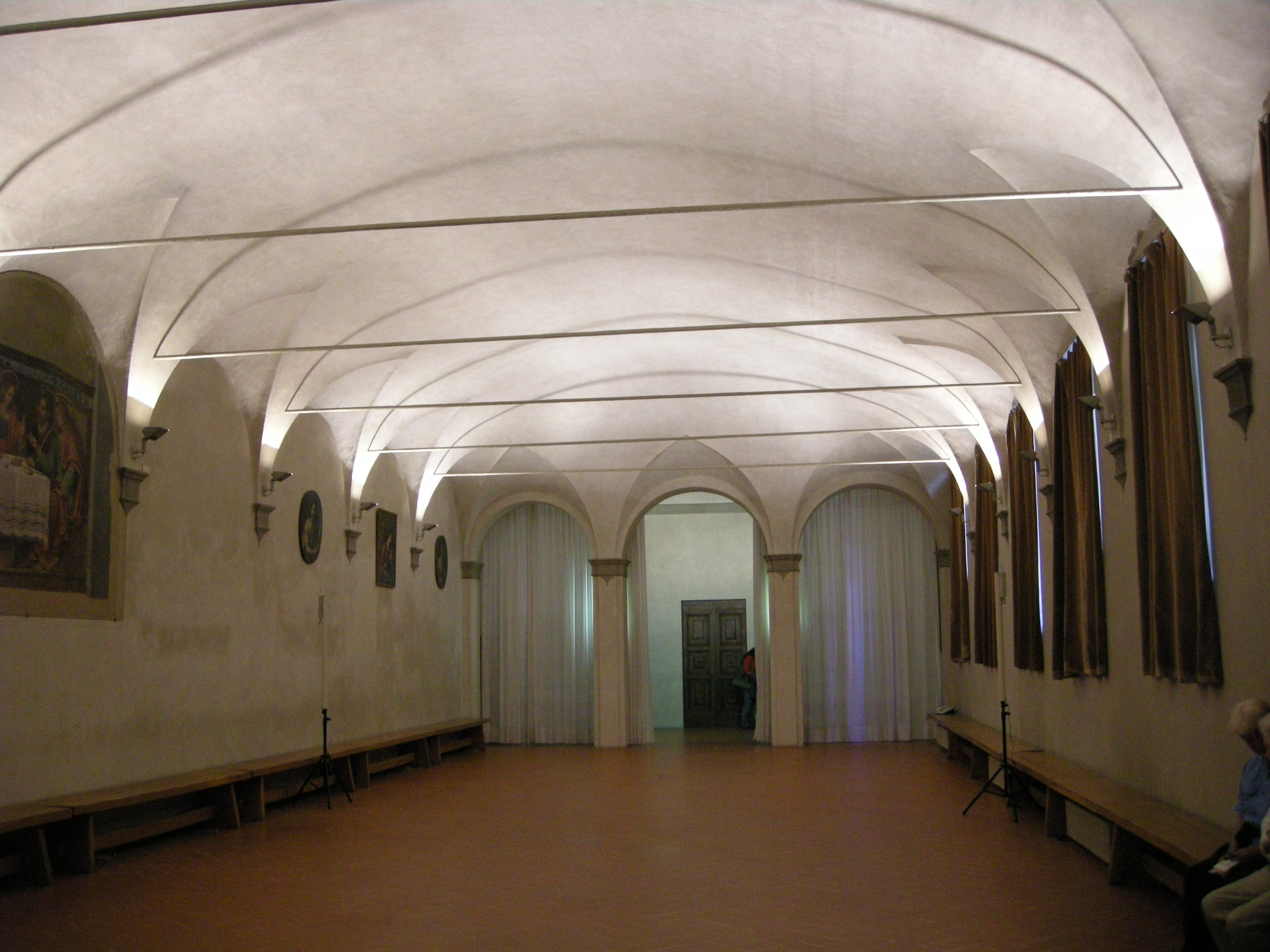
Il refettorio della Chiesa di Santa Maria di Candeli a Firenze, Italia.
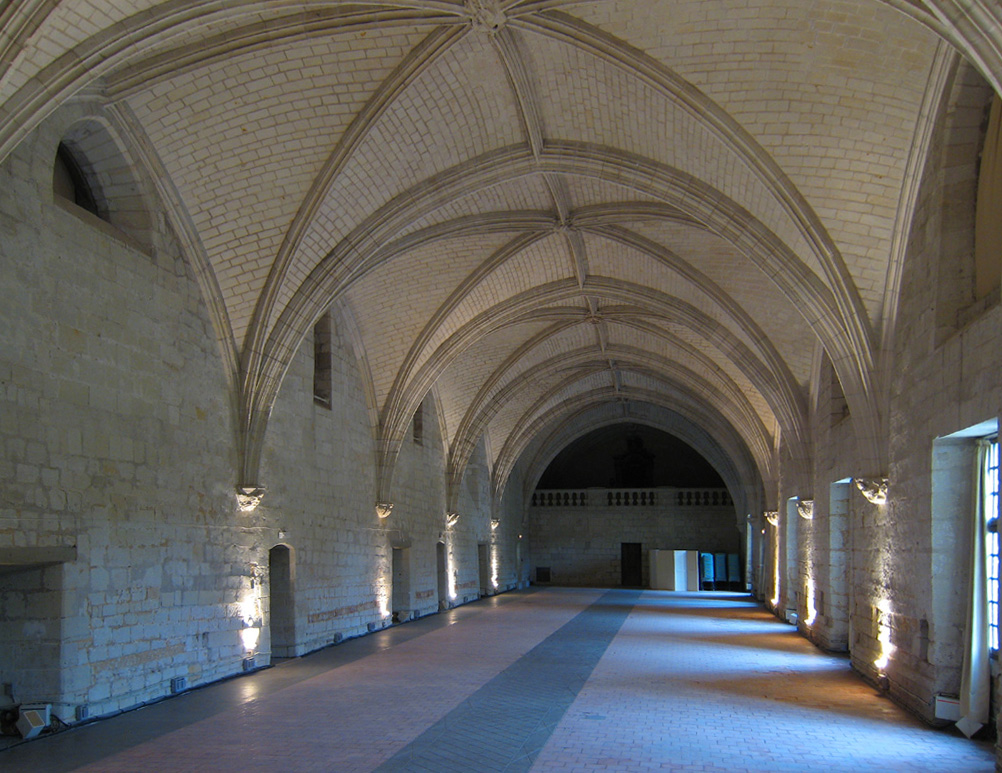
Il refettorio dell'abbazia di Fontevrault nel villaggio di Fontevraud-l'Abbaye, Francia.
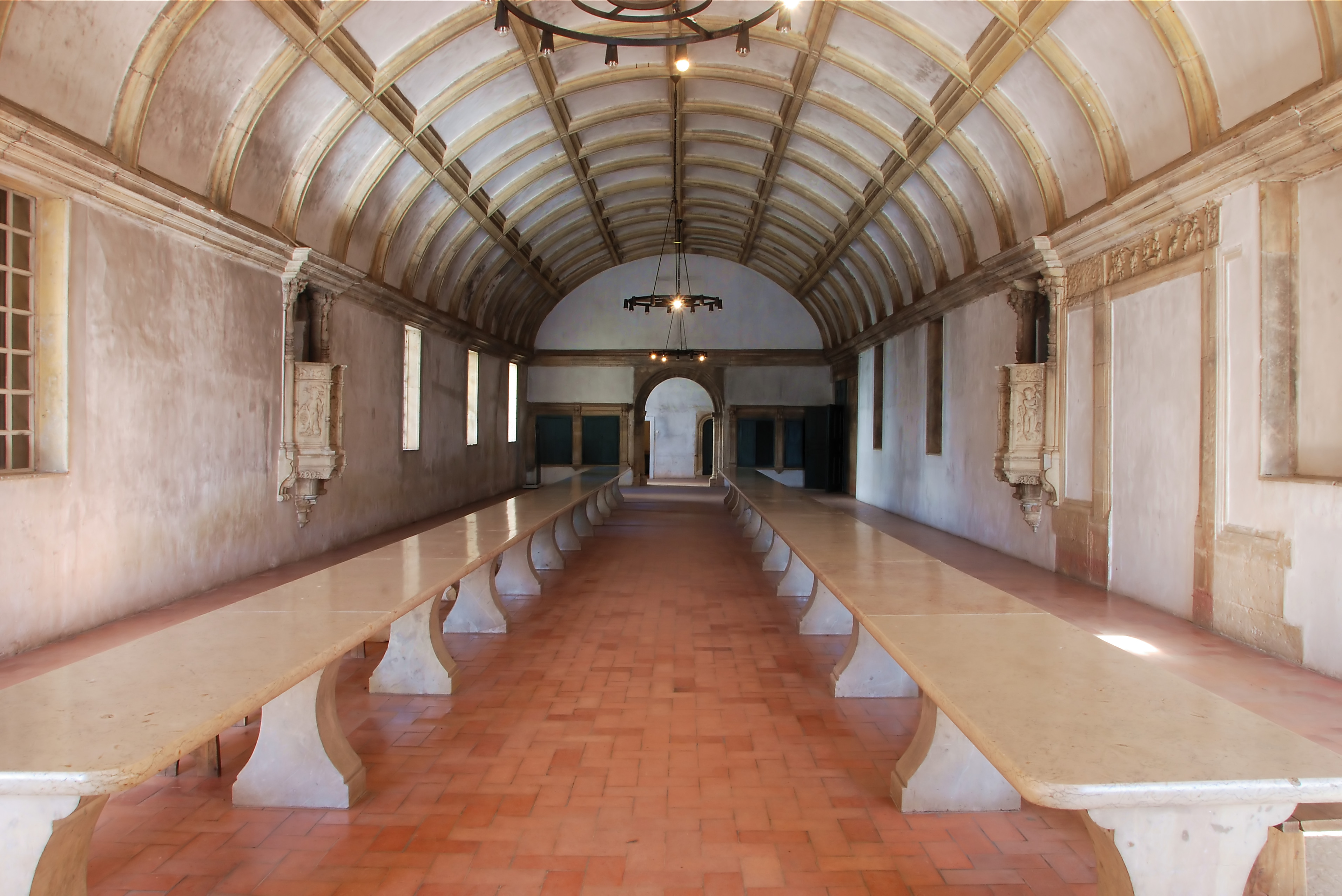
Il refettorio del Convento dell'Ordine di Cristo a Tomar, Portogallo.
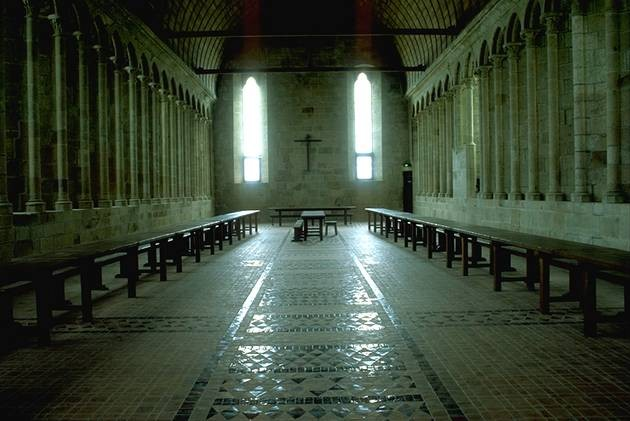
Il refettorio dell'Abbazia di Mont-Saint-Michel (Francia).
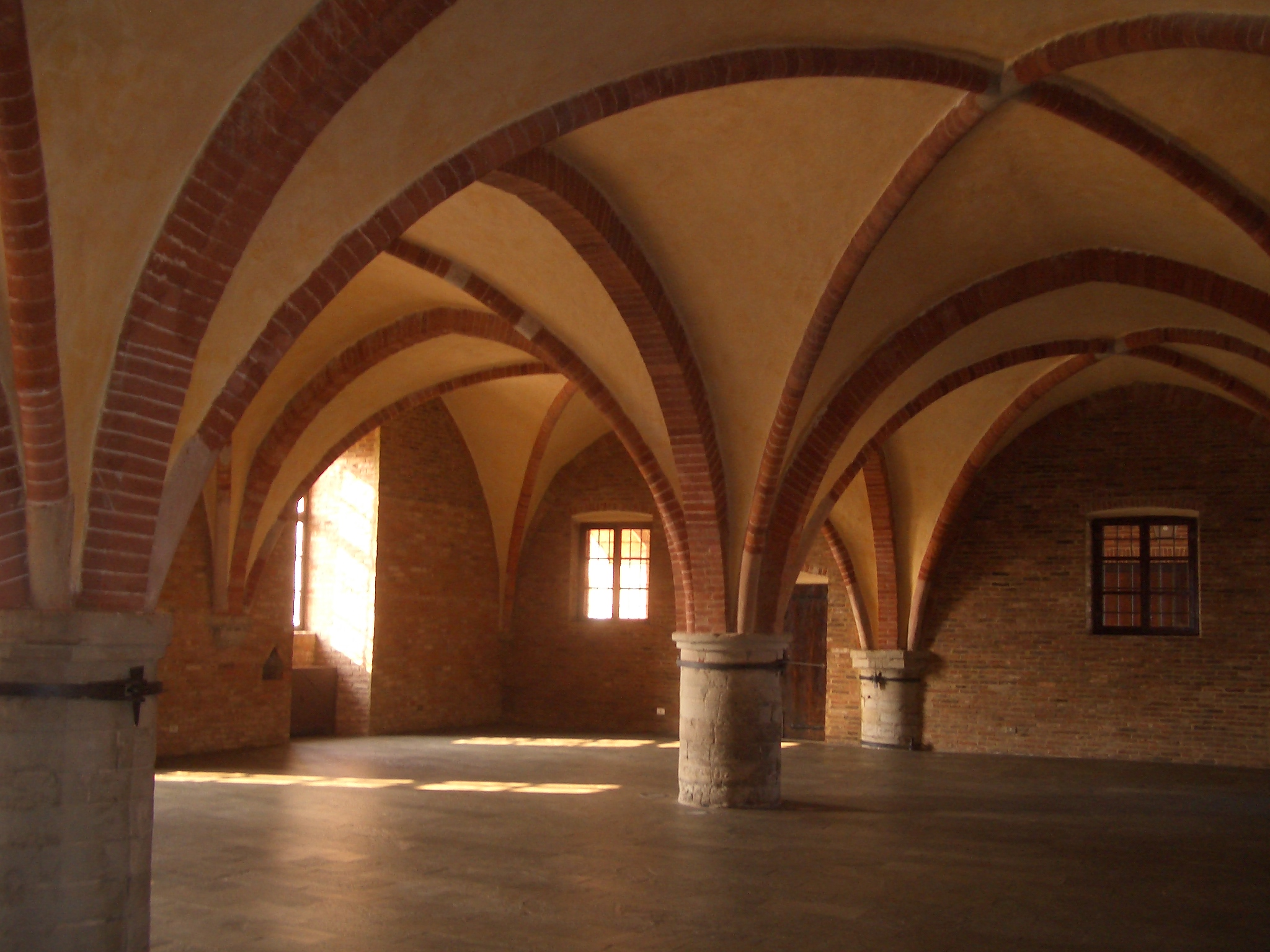
Il refettorio dell'Abbazia di Santa Maria di Lucedio a Lucedio, presso Trino (Vercelli, Piemonte, Italia).